# Requiem pour un Vampire
Requiem pour un Vampire (Nederlands: Requiem voor een vampier, ook bekend als Caged Virgins) is een Franse erotische horror/fantasyfilm uit 1972, geregisseerd door Jean Rollin. Het verhaal draait om twee jonge vrouwen die terechtkomen in een spookkasteel geregeerd door vampiers.

## Verhaal
Twee vrouwen, verkleed als clowns, en een mannelijke chauffeur worden achtervolgd door onbekenden. Wanneer de chauffeur wordt neergeschoten, verbranden de vrouwen zijn lichaam in de auto en vluchten ze het bos in. Ze komen bij een gotisch kasteel, waar ze worden gebeten door vleermuizen. In het kasteel ontdekken ze skeletresten en een mysterieuze vrouw die orgel speelt. Hun aanwezigheid leidt tot confrontaties met vampiers en andere vreemde figuren. Uiteindelijk worden ze geconfronteerd met een mannelijke vampier, de laatste van zijn soort, die hen wil gebruiken om zijn bloedlijn voort te zetten. Een van de vrouwen twijfelt echter aan het eeuwige leven en ondermijnt zijn plannen door een gewone man te verleiden. Uiteindelijk laat de vampier ze gaan, zich realiserend dat hij zijn lijn niet moet voortzetten.

## Productie

### Casting
Marie-Pierre Castel, die eerder speelde in Rollins films La Vampire Nue en Le Frisson des Vampires, nam de rol in omdat haar tweelingzus Catherine Castel niet beschikbaar was. Mireille Dargent werd geïntroduceerd door een agent die later haar salaris inpikte, wat leidde tot een juridische zaak.

### Locatie
De film werd opgenomen in Crêvecoeur, een dorpje met een begraafplaats op een heuvel. Het kasteel, vol antieke meubels, werd gehuurd van de hertogin van Roche-Guyon. De crew gebruikte vooral de ruïnes boven het kasteel.

### Censuur
Vanwege de naaktscènes werden alternatieve versies gemaakt voor landen zoals het Verenigd Koninkrijk. In sommige scènes droegen de acteurs extra kledingstukken.

## Rolverdeling
| Acteur              | Personage                          |
| ------------------- | ---------------------------------- |
| Marie-Pierre Castel | Marie                              |
| Mireille Dargent    | Michelle                           |
| Philippe Gasté      | Frédéric                           |
| Dominique           | Erica                              |
| Louise Dhour        | Louise                             |
| Michel Dalesalle    | Le vieux vampire                   |
| Antoine Mosin       | Le premier barbare                 |
| Olivier François    | Le deuxième barbare                |
| Dominique Toussaint | Le troisième barbare               |
| Agnès Petit         | Derde slachtoffer van de vampiers  |
| Agnes Jacquet       | Eerste slachtoffer van de vampiers |
| Anne-Rose Kurra     | Tweede slachtoffer van de vampiers |
| Paul Bisciglia      | De man met de fiets                |